# Pas Oriona (album)
Pas Oriona – album studyjny duetu hip-hopowego Planet ANM i Eljot Sounds. Wydawnictwo ukazało się 6 września 2013 nakładem wytwórni muzycznej Aptaun Records. Gościnnie w nagraniach wzięli udział: Bonson, Rahim, Bogu Bogdan, Ekonom oraz Quebonafide.

## Lista utworów
Opracowano na podstawie materiału źródłowego.
1. „Pas Oriona” (produkcja: Eljot Sounds) – 3:19
2. „Spal moje zdjęcia” (produkcja: Eljot Sounds) – 3:46
3. „Chiroptera” (produkcja: Eljot Sounds) – 4:02
4. „Nie odchodzę” (gościnnie: Bonson, Ekonom, produkcja: Eljot Sounds) – 4:27
5. „Panie” (produkcja: Eljot Sounds) – 5:25
6. „Nie rozmawiaj z duchami” (gościnnie: Bogu Bogdan, Quebonafide, produkcja: Eljot Sounds) – 4:41
7. „Tańcząc w ciemnościach” (produkcja: Eljot Sounds) – 4:19
8. „Potrafię latać” (gościnnie: Rahim, produkcja: Eljot Sounds) – 3:14
9. „Potrzebuję tego” (produkcja: Eljot Sounds) – 4:50
10. „Gdy opadnie popiół” (produkcja: Eljot Sounds, śpiew: Devoice) – 3:07
11. „Lucid Dream” (scratche: DJ Krug, produkcja: Eljot Sounds) – 3:59
12. „96” (produkcja: Eljot Sounds) – 3:22
13. „Wyżej” (produkcja: Eljot Sounds) – 2:59
14. „Spal moje zdjęcia (Remix)” (produkcja: Planet ANM) – 3:26 (utwór dodatkowy)
15. „Ku rozwidleniu rzeki” (produkcja: Matek) – 4:41 (utwór dodatkowy)
16. „Lot nad kukułczym gniazdem” (produkcja: Foux) – 3:30 (utwór dodatkowy)